# Marin Soljačić

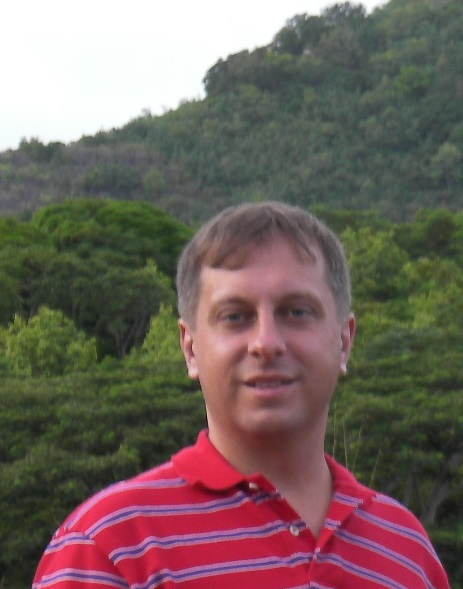
Marin Soljačić 2011

Marin Soljačić (* 7. Februar 1974 in Zagreb) ist ein kroatischer Physiker und Elektroingenieur, der auf dem Gebiet der nichtlinearen Optik forscht und für die Entwicklung effizienter kabelloser Energieübertragung über kurze Distanzen mit elektromagnetischen Feldern bekannt ist.
Soljačić ging in Zagreb zur Schule und studierte mit einem Stipendium der Universität am Massachusetts Institute of Technology (MIT) Physik und Elektrotechnik mit dem Bachelorabschluss 1996. Danach ging er auf die Princeton University, wo er 1998 seinen Masterabschluss machte und 2000 in Physik bei Mordechai Segev promoviert wurde. Ab 2000 forschte er als Pappalardo Fellow am MIT, ab 2003 als Principal Research Scientist im Labor für Elektronik. 2005 wurde er Assistant Professor am MIT.
Soljačić arbeitet sowohl als Theoretiker als auch experimentell. Er ist bekannt für Innovationen und Forschungen auf dem Gebiet des kabellosen Energietransfers mit elektromagnetischen Feldern. Im Gegensatz zu den bekannten Versuchen von Nikola Tesla Anfang des 20. Jahrhunderts, die sich als ineffektiv erwiesen, benutzt er stark gekoppelte Magnetfelder in Resonanz über kurze Distanzen.  Er demonstrierte 2007 die Energieübertragung mit 60 W zu einer Glühlampe über 2 m Abstand (mit einer Effizienz von 40 %). Zur Entwicklung marktreifer Produkte gründete er die Firma WiTricity (für wireless electricity).
Daneben forscht er über nichtlineare Optik und mikro- und nanostrukturierte optische Materialien und photonische Kristalle. Er demonstrierte nichtlineare Phänomene wie Fraktale, Musterbildung und sich selbst stabilisierende Solitonen in der nichtlinearen Optik (zum Beispiel Necklace Solitons). Er entwickelte 2005 einen durch ein einzelnes Photon steuerbaren optischen Schalter mit EIT (electrically induced transparency) Materialien in photonischen Kristallen. 2000 sagte er theoretisch voraus, dass Laser mit genug Leistung über die Paarerzeugung von Teilchen im Vakuum und die daraus resultierende nichtlineare Wechselwirkung Selbstfokussierungseffekte zeigen können. 2009 entwickelte er mit seiner Gruppe optische Wellenleiter, die als Gleichrichter wirken (Photonic chiral edge states in Photonischen Kristallen), wobei Ideen aus der Theorie des Quantenhalleffekts übertragen wurden.
2008 wurde er MacArthur Fellow. 2005 erhielt er die Adolph Lomb Medal, 2023 den Max Born Award.